# Estrepe

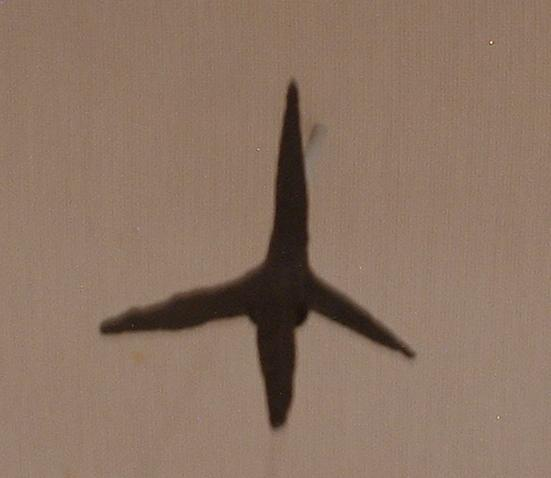
Estrepe europeu do final da Idade Média.

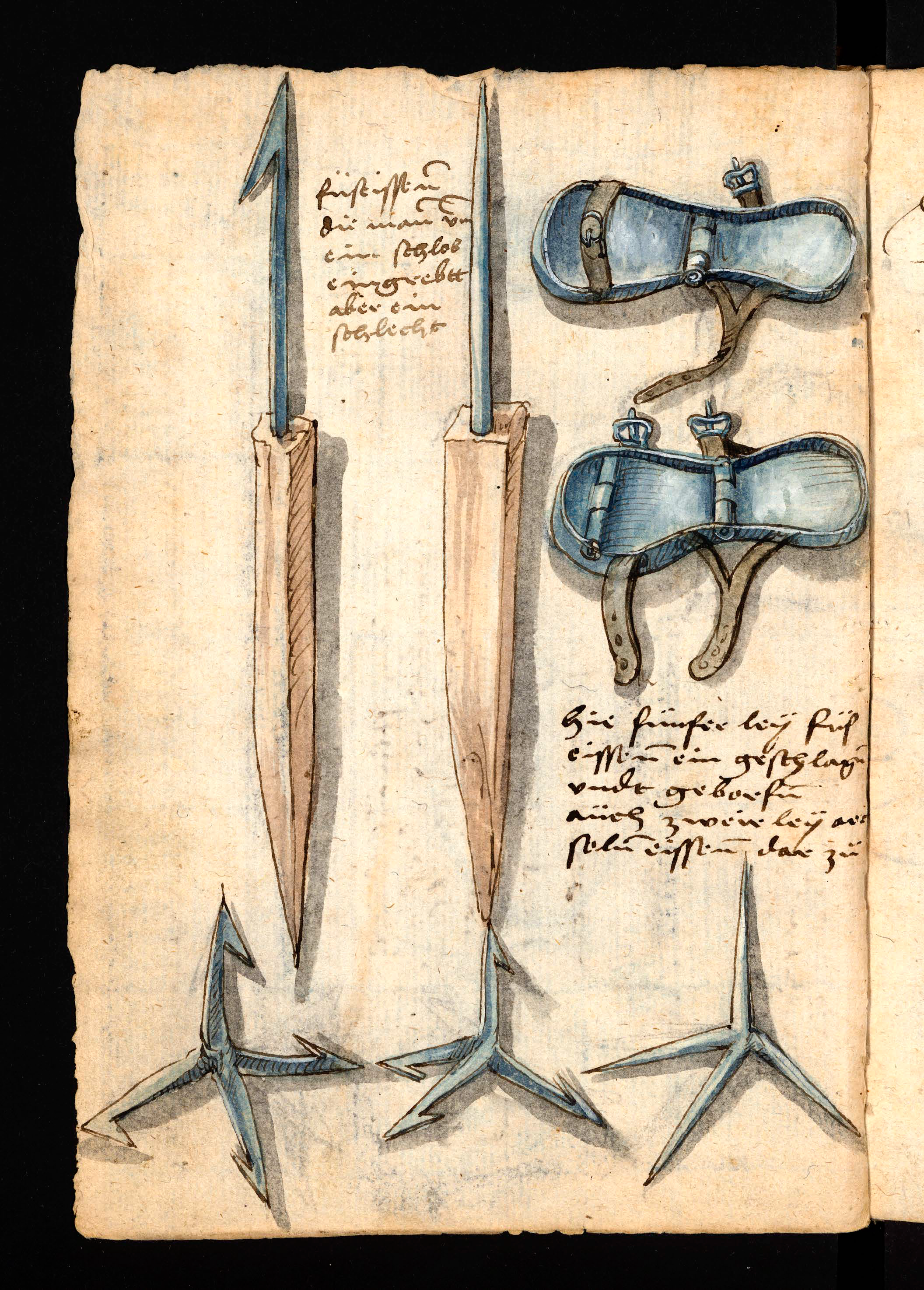
Diferentes tipos de estrepese solas metálicas que podem ser afiveladas por baixo como contra-medida do Codex Löffelholz, Nuremberga 1505

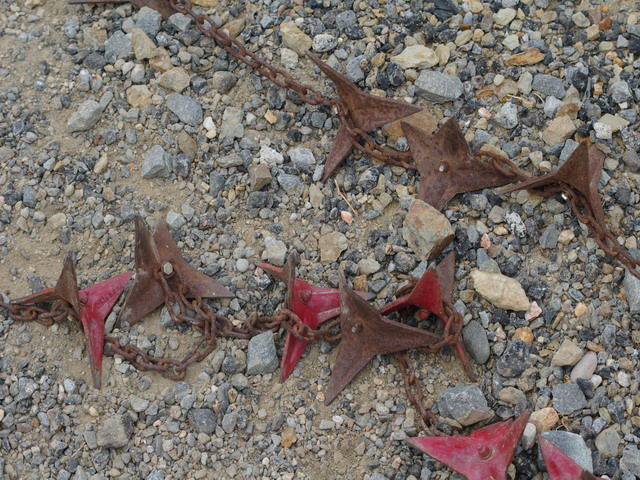
Corrente de estrepes, para uso policial na paragem de veículos.

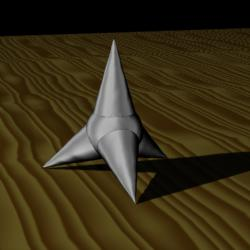
Tetsubishi - estrepe ninja japonês.

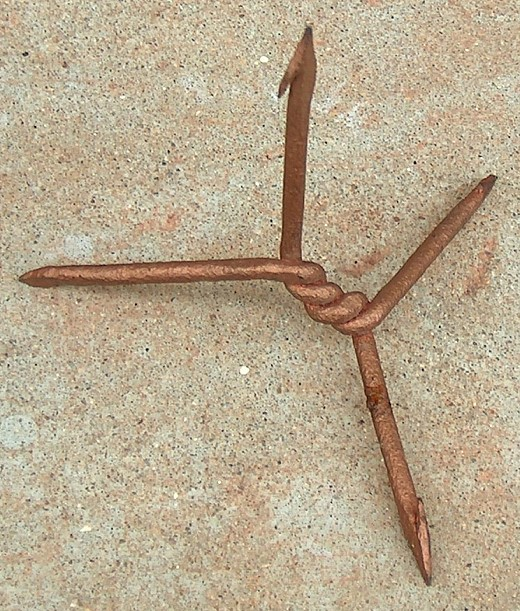
Estrepe usado na Guerra do Vietname.

O estrepe é uma arma antipessoal feita de dois ou mais pregos ou espinhos, de ferro ou madeira, colocados de tal maneira que um deles aponta sempre para cima, assentando numa base estável - formando, por exemplo, um tetraedro.
O estrepe pode ser considerado como a mina terrestre da antiguidade, utilizada para moldar o campo de batalha e canalizar o inimigo para determinados pontos e para fornecer uma defesa passiva como parte de um sistema de fortificações. Os estrepes serviam para demorar o avanço de cavalos, elefantes, camelos e tropas a pé.
Hoje em dia, o estrepe é usado, sobretudo como arma antipessoal e antiveículo.
No Brasil, em algumas regiões, é a versão rudimentar de estrepe é chamada de Miguelito.

## História
De acordo com Quintus Curtius, teriam sido usados estrepes de ferro, já em 331 a.C., na Batalha de Gaugamela. Eram conhecidos pelos Romanos como tribulus ou como murex ferreus ("ferro denticulado").
O estrepe continuou a ser usado na Idade Média. Por exemplo, foi usado com grande sucesso pelos Escoceses, na Batalha de Bannockburn, em 1314, para incapacitar os cavaleiros ingleses. Os Escoceses empregaram estrepes feitos com pregos soldados, parando a cavalaria inglesa e impedindo-a de chegar à infantaria escocesa. O uso do estrepe contribuiu para a retumbante vitória escocesa.
O último uso do estrepe como arma anticavalaria deverá ter ocorrido durante a Primeira Guerra Mundial.
O uso do estrepe manteve-se até à atualidade, sendo agora, muito usado como arma antiveículo, pela sua capacidade em furar pneus.

## Uso moderno
Têm sido feitas tentativas de desenvolvimento de engenhos do tipo estrepe para uso de forças policiais como meio de obrigar veículos suspeitos a parar.
Também têm sido usados estrepes artesanais, por grevistas, com o objetivo de furar os pneus dos veículos do membros das administrações de empresas ou de trabalhadores de substituição, impedindo-os de aceder à empresa.
Também é conhecido o uso de estrepes por ativistas ambientais para furar os pneus aos veículos dos madeireiros.
Na Guerra do Vietname foram usados estrepes antipessoais, em cujas pontas, por vezes eram colocados veneno, fezes ou outros agentes infecciosos. O estrepe podia assim tornar-se letal, ao espetar-se no pé de um inimigo, o que poderia introduzir o agente infeccioso na sua corrente sanguínea.

## Variantes do estrepe
Os ninjas japoneses usavam os tetsubishis, uma espécie de estrepes, lançados para o chão, com o objetivo para atrasar eventuais perseguidores.
Na Ásia, as estacas punji são utilizadas de uma maneira semelhante aos estrepes. A mesmas consistem numa estaca afiada de madeira ou bambu colocada verticalmente no chão. Muitas vezes é colocado um fio atravessado, nas suas proximidades, que força o inimigo a tropeçar, caindo sobre elas e espetando-se. Este tipo de armadilha também foi utilizado pelos guerrilheiros na Guerra do Vietname, com agentes infecciosos na ponta.